# Julián Guevara Muñoz
Sneyder Julián Guevara Muñoz (Cali, Valle del Cauca, Colombia, 4 de mayo de 1992) es un futbolista colombiano. Juega como mediocampista y su equipo actual es el Arema de la Liga 1 de Indonesia.

## Clubes
| Club                | País      | Temporadas  |
| ------------------- | --------- | ----------- |
| Universidad Técnica | Ecuador   | 2012        |
| Naxxar Lions        | Malta     | 2016 - 2017 |
| PS Kemi             | Finlandia | 2017 - 2018 |
| Inter Turku         | Finlandia | 2018        |
| América de Cali     | Colombia  | 2019        |
| Deportivo Pasto     | Colombia  | 2019 - 2020 |
| Delfín              | Ecuador   | 2020        |
| Alianza Petrolera   | Colombia  | 2021 - 2022 |
| Jaguares de Córdoba | Colombia  | 2023        |
| Arema               | Indonesia | 2023 - act. |

## Estadísticas
| Club                    | Div                 | Temporada           | Liga  | Liga  | Copa Nacional | Copa Nacional | Copa Internacional | Copa Internacional | Total | Total |
| Club                    | Div                 | Temporada           | Part. | Goles | Part.         | Goles         | Part.              | Goles              | Part. | Goles |
| ----------------------- | ------------------- | ------------------- | ----- | ----- | ------------- | ------------- | ------------------ | ------------------ | ----- | ----- |
| PS Kemi · Finlandia     | 1ª                  | 2017                | 31    | 0     | 0             | 0             | -                  | -                  | 31    | 0     |
| PS Kemi · Finlandia     | 1ª                  | 2018                | 16    | 1     | 2             | 0             | -                  | -                  | 17    | 1     |
| PS Kemi · Finlandia     | Total               | Total               | 47    | 1     | 2             | 0             | 0                  | 0                  | 49    | 0     |
| Inter Turku · Finlandia | 1ª                  | 2018                | 4     | 0     | 0             | 0             | -                  | -                  | 4     | 0     |
| Inter Turku · Finlandia | Total               | Total               | 4     | 13    | 0             | 0             | 0                  | 0                  | 4     | 0     |
| Total en su carrera     | Total en su carrera | Total en su carrera | 51    | 1     | 2             | 0             | 0                  | 0                  | 53    | 1     |